# Wilson Faumuina
(en) Statistiques sur pro-football-reference
Elmer Wilson Faumuina (né le 11 août 1954 et mort le 26 septembre 1986 à San Francisco) est un joueur samoan-américain de football américain évoluant au poste de Defensive tackle.

## Carrière

### Université
Faumuina naît dans l'archipel des Samoa américaines le 11 août 1954. Il fait ses études à l'Université d'État de San José, évoluant avec les Spartans, équipe de l'université. Il participe au draft de 1977.

### Professionnel
Wilson est drafté au premier tour du draft par les Falcons d'Atlanta au vingtième choix. Lors de sa première saison en tant que rookie, il récupère un fumble. La saison suivante, il réalise la seule interception de sa carrière en professionnel, parcourant sept yards.
En 1979, il récupère un fumble et commence quatorze matchs des Falcons. Après une saison 1980 vierge, il joue la dernière saison de sa carrière en 1981, récupérant son troisième et dernier fumble en NFL.

## Statistiques
- 74 matchs joués à la NFL
- 1 interception
- 3 fumbles récupérés

## Décès
Il décède le 26 septembre 1986 à San Francisco d'une attaque cardiaque à l'âge de trente-deux ans.